# 아마존 분지

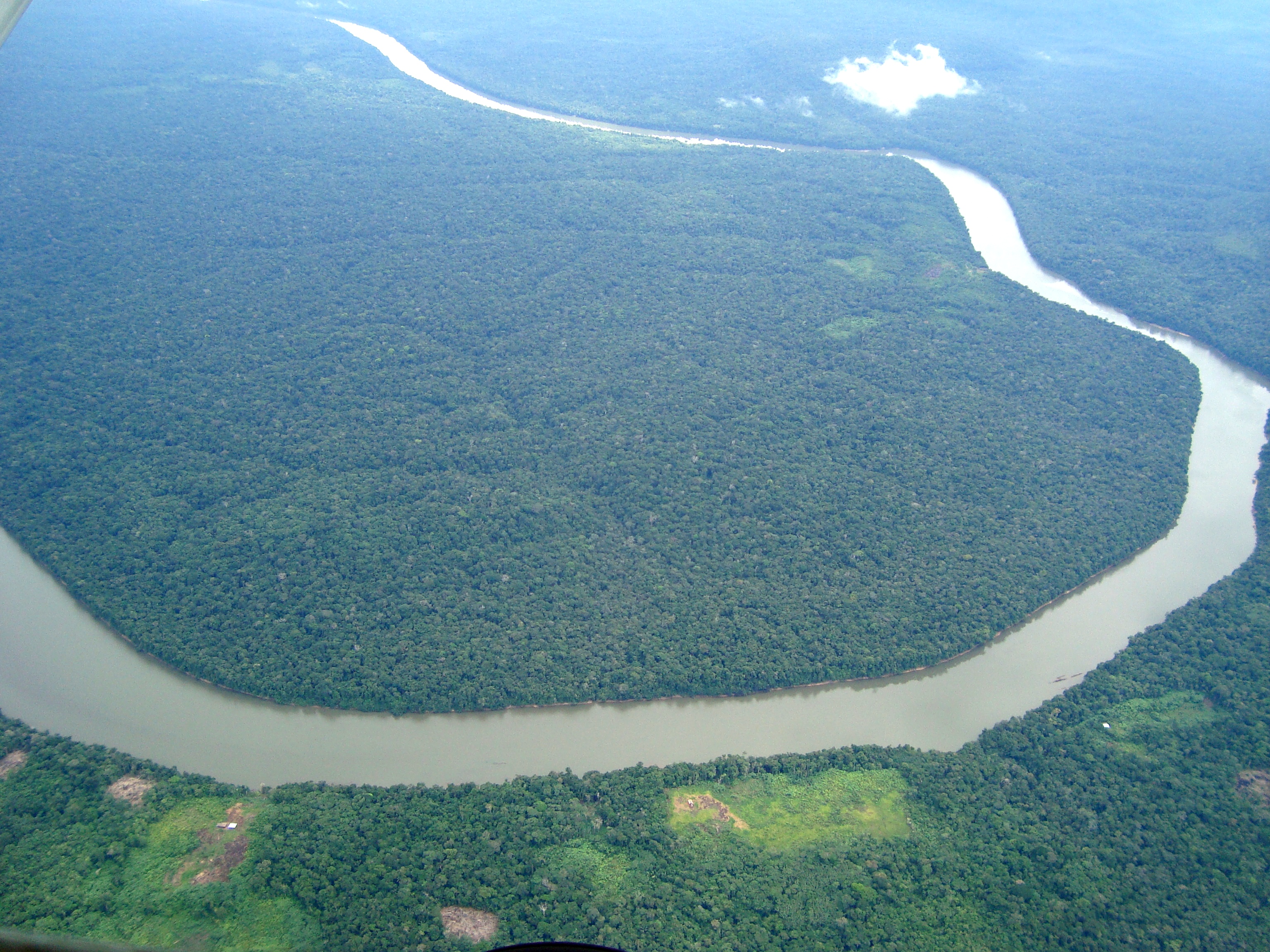
하늘에서 내려다 본 아마존 우림

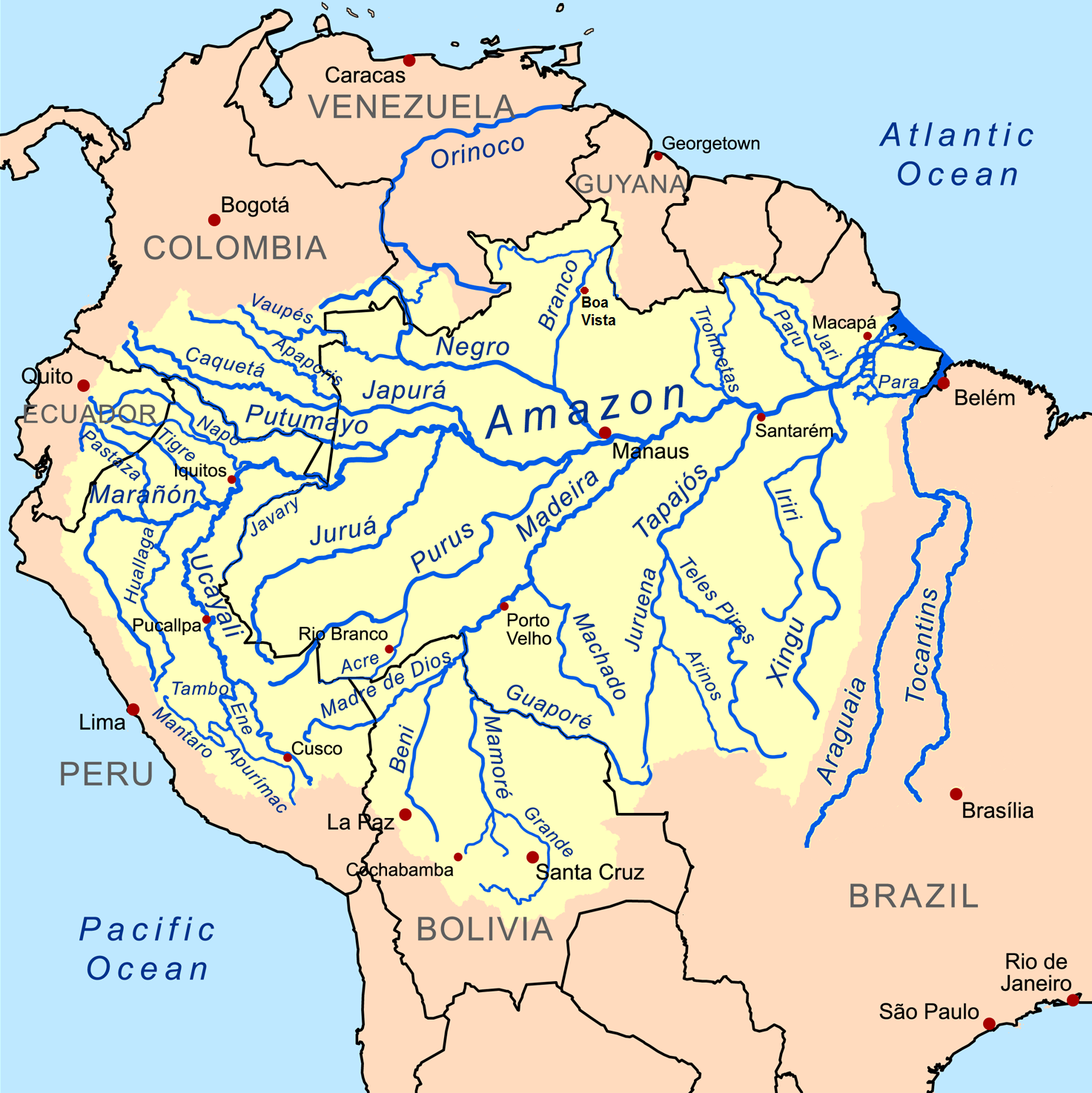
아마존 분지 지도

아마존 분지(스페인어: Cuenca del Amazonas, 브라질 포르투갈어: Bacia do rio Amazonas)는 아마존강 유역에 위치한 남아메리카의 분지로 면적은 약 7,500,000km2이다. 남아메리카 전체 면적의 약 40%를 차지하며 브라질, 수리남, 베네수엘라, 콜롬비아, 에콰도르, 볼리비아, 페루에 걸쳐 있다.
아마존 분지의 전체 면적 가운데 5,500,000km2는 열대우림인 아마존 우림 지대에 위치한다. 아마존 우림에는 지구상 동식물 중 10% 이상이 서식한다.